# Mongolia na Zimowych Igrzyskach Olimpijskich 1972
Reprezentacja Mongolii na Zimowych Igrzyskach Olimpijskich 1972 w japońskim Sapporo liczyła czterech zawodników - dwóch łyżwiarzy szybkich i dwóch biegaczy narciarskich. Był to trzeci w historii start reprezentacji Mongolii na zimowych igrzyskach olimpijskich.

## Wyniki

### Biegi narciarskie

#### Bieg mężczyzn na 15 km
| Zawodnik                  | Czas     | Miejsce | Źródło |
| ------------------------- | -------- | ------- | ------ |
| Namsrajn Sandagdordż      | 52:48.54 | 57.     | [ 1 ]  |
| Dandzangijn Narantungalag | 52:06.18 | 56.     | [ 1 ]  |

#### Bieg mężczyzn na 30 km
| Zawodnik                  | Czas       | Miejsce | Źródło |
| ------------------------- | ---------- | ------- | ------ |
| Namsrajn Sandagdordż      | 1:52:14.67 | 52.     | [ 2 ]  |
| Dandzangijn Narantungalag | 1:51:29.88 | 51.     | [ 2 ]  |

### Łyżwiarstwo szybkie

#### 500 metrów mężczyzn
| Zawodnik                | Czas  | Miejsce | Źródło |
| ----------------------- | ----- | ------- | ------ |
| Luwsanlchagwyn Dasznjam | 42.86 | 28.     | [ 3 ]  |

#### 1500 metrów mężczyzn
| Zawodnik                | Czas    | Miejsce | Źródło |
| ----------------------- | ------- | ------- | ------ |
| Luwsanlchagwyn Dasznjam | 2:20.42 | 28.     | [ 4 ]  |

#### 5000 metrów mężczyzn
| Zawodnik            | Czas    | Miejsce | Źródło |
| ------------------- | ------- | ------- | ------ |
| Luwsanszarawyn Cend | 8:30.47 | 28.     | [ 5 ]  |

#### 10000 metrów mężczyzn
| Zawodnik            | Czas     | Miejsce | Źródło |
| ------------------- | -------- | ------- | ------ |
| Luwsanszarawyn Cend | 17:15.34 | 24.     | [ 6 ]  |